# Marta Torrado de Castro
Marta Torrado de Castro (València, 20 de gener del 1966) és una advocada i política valenciana, regidora de l'ajuntament de València i diputada al Congrés dels Diputats en la IX i X legislatures. Ha estat senadora al Senat espanyol en la XI i XII legislatures.

## Biografia
Estudià al col·legi Domus. Llicenciada en dret per la Universitat de València i militant del Partit Popular, Rita Barberà la introduí en la política municipal el 1991, i després de les eleccions municipals espanyoles de 1995 fou nomenada regidora de Joventut i patrimoni de l'Ajuntament de València. Després de les eleccions municipals espanyoles de 1999 fou nomenada tinent d'alcalde i regidora de Benestar social i progrés humà, càrrec que va mantenir fins a 2012.
Fou escollida diputada per la província de València a les eleccions generals espanyoles de 2008. Ha estat secretària segona de la Comissió de Treball i Immigració del Congrés dels Diputats. Reelegida en les eleccions generals espanyoles de 2011, legislatura en què fou vocal de la Diputació Permanent, portaveu substitut de la Junta de Portaveus i vocal de la Comissió Mixta Control Parlamamentari de la Corporació RTVE i les seves Societats. A les eleccions generals de 2015 i 2016 fou elegida senadora. També practica el triatló.